# 대만광복절

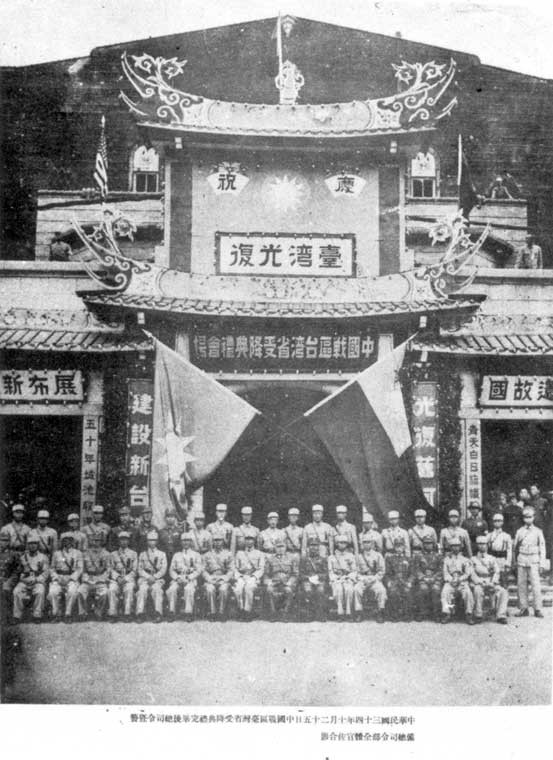
대만광복절

대만광복절(臺灣光復節)은 타이완이 일본 제국의 식민지 통치 시대(대만일치시기)를 벗어나 중화민국에 반환된 1945년 10월 25일을 기리기 위한 중화민국의 기념일이다. 중화민국의 공식 국경일은 아니지만, 매년 이날 여러 곳에서 기념식이 열리고 많은 집들이 국기를 게양한다.

## 같이 보기
- 대만 문제
- 중화민국의 공휴일
- 대일 전승 기념일